# アピル・シン
アピル・シン（Apil-Sin）は、古代メソポタミアの都市国家・バビロン第1王朝の王。
アピル・シンはアムル人の王で紀元前1767年から1749年まで統治した。

## 略歴
アピル・シンはバビロニア王国を大幅に拡大したハンムラビの祖父。
アピル・シンの詳細や、バビロンの王としての彼の治世については、ほとんど知られていない。実際、アピル・シンが都市国家の王であると主張したことについての言及はない。記録や王権の主張がないことは、この時代のバビロンはまだ新しく小規模な都市国家であり、アピル・シンの力と影響力は孫のハンムラビよりも遥かに小さかったことを示す証拠として、学者によってよく使われている。